# Bujwołowećkyj
Bujwołowećkyj (ukr. Буйволовецький) – przystanek kolejowy w pobliżu miejscowości Werchiwci i Bujwoliwci, w rejonie chmielnickim, w obwodzie chmielnickim, na Ukrainie. Położony jest na linii Chmielnicki – Kamieniec Podolski – Kelmieńce.